# Belagerung von Nöteborg
1. Phase: Schwedische Dominanz (1700–1709)
Dänischer Kriegsschauplatz (1700)
Humlebæk • Tönning I 
Livländ./ Estnischer Kriegsschauplatz (1700–1708)
Riga I • Jungfernhof • Varja • Pühhajoggi • Narva • Petschora • Düna • Rauge • Erastfer • Hummelshof • Embach • Tartu • Narva II • Wesenberg I • Wesenberg II
Ingermanländ./ Finnischer Kriegsschauplatz (ab 1701)
Archangelsk • Ladogasee • Nöteborg • Nyenschanz • Newa • Systerbäck • Petersburg • Wyborg I • Porvoo • Newa II • Koporje II • Kolkanpää
Litauisch-weißrussischer Kriegsschauplatz (1702–1706)
Vilnius • Saladen • Jakobstadt • Gemauerthof • Mitau • Grodno I • Olkieniki • Njaswisch • Klezk • Ljachawitschy
Polnischer Kriegsschauplatz (1702–1706)
Klissow • Pułtusk • Thorn • Lemberg • Warschau • Posen • Punitz • Tillendorf • Rakowitz • Praga • Fraustadt • Kalisch 
Russischer Kriegsschauplatz (1708–1709)
Grodno II • Golowtschin • Moljatitschi • Rajowka • Lesnaja • Desna • Baturyn • Koniecpol • Weprik • Opischnja • Krasnokutsk • Sokolki • Poltawa I • Poltawa II
2. Phase: Schweden in der Defensive (1710–1721)
Baltischer und Finnischer Kriegsschauplatz (bis 1714)
Riga II • Wyborg II • Pernau • Kexholm • Reval • Hogland • Pälkäne • Storkyro • Nyslott • Hanko 
Schwed./Norwegischer Kriegsschauplatz (1710–1721)
Helsingborg • Køge-Bucht • Bottnischer Meerbusen • Frederikshald I • Dynekilen-Fjord • Göteborg I • Strömstad • Trondheim • Frederikshald II • Marstrand • Ösel • Göteborg II • Södra Stäket • Grönham • Sundsvall
Norddeutscher Kriegsschauplatz (1711–1716)
Elbing • Wismar I • Lübow • Stralsund I • Greifswalder Bodden I • Stade • Rügen • Gadebusch • Altona • Tönning II • Stettin • Fehmarn • Wismar II • Stralsund II • Jasmund • Peenemünde • Greifswalder Bodden II • Stresow 
Bei der Belagerung von Nöteborg im Großen Nordischen Krieg eroberten vom 7. bis zum 22. Oktober 1702 russische Truppen die schwedische Festung Nöteborg an der Newa in Schwedisch-Ingermanland.

## Vorgeschichte

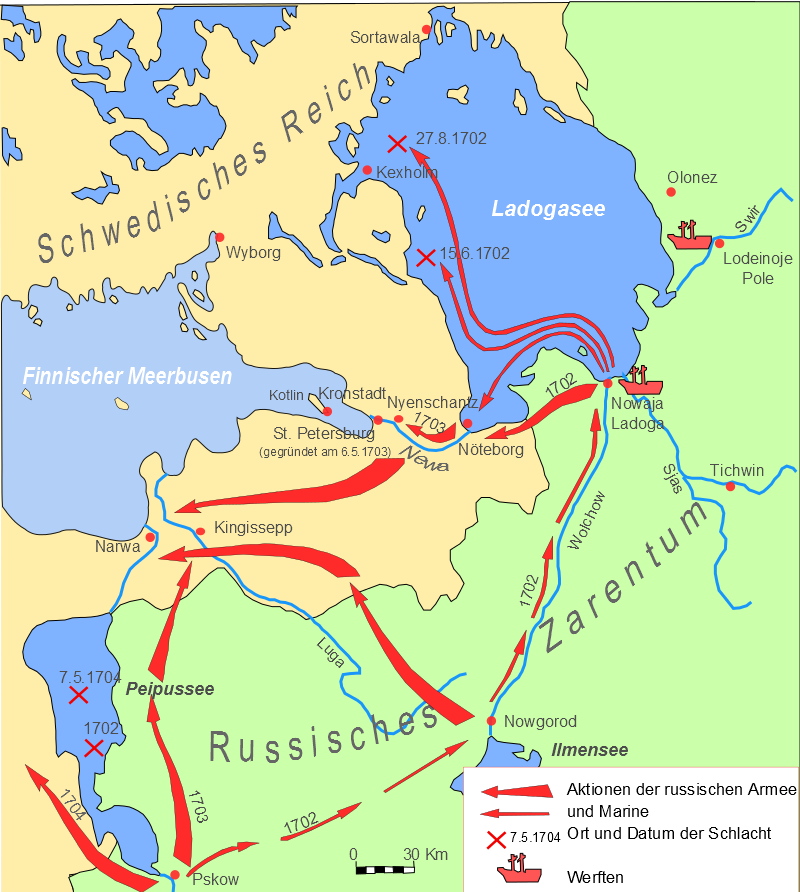
Russische Vorstöße in das schwedische Kernland von 1700 bis 1704

Karl XII. war nach dem Sieg in der Schlacht bei Narva Ende November 1700 mit seiner Hauptarmee nach Süden gezogen, um den Kampf gegen August II. zu führen. Die russische Armee war zu diesem Zeitpunkt kein ernstzunehmender Gegner mehr. Durch die Verlagerung der schwedischen Hauptmacht auf den polnischen Kriegsschauplatz erhöhten sich jedoch die russischen Chancen, den Krieg zu einem günstigeren Verlauf zu führen und den gewünschten Ostseezugang für Russland zu erobern. Die russische Armee nutzte den Abzug der schwedischen Armee und ließ die verbliebenen russischen Kräfte nach dem Desaster von Narva ihre Aktivitäten in den schwedischen Baltikumprovinzen wieder aufnehmen. Den Zeitgewinn durch die Abwesenheit der schwedischen Armee nutzte das russische Armeeoberkommando dazu, unter großen Anstrengungen die Armee wieder aufzurüsten und zu reorganisieren.
Durch das für Russland siegreiche Gefecht bei Hummelshof und die Schlacht von Erastfer war die schwedisch-livländische Armee als Machtfaktor im Baltikum ausgeschaltet worden. Dadurch konnte das russische Militär im Norden die territorialen Voraussetzungen für die Eroberung eines Zugangs zur Ostsee schaffen. Die Hauptstreitmacht der Schweden stand im Inneren von Polen, in der Gegend von Krakau. König Karl XII. brach sich genau in dieser Zeit auch noch ein Bein. Durch diese Verletzung war es ihm in der Folge nicht möglich, an kriegerischen Unternehmungen teilzunehmen.
Feldmarschall Boris Scheremetew führte nach dem siegreichen Feldzug in Livland die russische Armee nordwärts gegen den Ladogasee und das Newaumland, da dort die Ostsee am weitesten an russisches Gebiet heranreichte und für die Errichtung eines Hafens geeignet erschien. Dieses Gebiet war von den schwedischen Festungen Nöteborg und Kexholm sowie einer kleinen Kriegsflotte auf dem Ladogasee gesichert, die bisher alle russischen Vorstöße unterbunden hatte. Diese kreuzte immer wieder am russischen Ufer und landete mehrfach an, um auf russischer Seite zu plündern. Wenn ihnen Gefahr drohte, zogen sich die Schiffe unter die Kanonen der Forts zurück.
Durch diese Situation sah sich der Zar gezwungen, in der Nähe der Stadt Olonetz eine Schiffswerft bauen zu lassen. Innerhalb kürzester Zeit wurde dort eine kleine Flotte zusammengezimmert. Diese war schnell der schwedischen Marine im Ladogasee überlegen, und im Sommer 1702 schlugen die Russen die Flotte der Schweden. Sie segelten die Newa hinunter und legten sich unter die Kanonen der Festung Wiborg.
Nach dem Erfolg auf dem Ladogasee konzentrierten die Russen ihre Truppen in der Nähe der Festung Nöteborg und planten deren Einnahme. Sie war die größte der drei Festungen entlang der Newa. Gelegen auf einer Insel mitten in der Newa, genau an deren Abfluss aus dem Ladogasee. Dadurch beherrschte sie nicht nur den Fluss, sondern auch den See. Die Insel hatte die Form einer Haselnuss, deshalb nannten die Russen sie zur damaligen Zeit Schanzwerk Oreska. Auch nach der Einnahme behielt sie diesen Namen, und die Provinz wurde ebenso genannt.
Der Kommandant war Oberstleutnant Gustav Wilhelm von Schlippenbach der Bruder von Generalleutnant Wolmar Anton von Schlippenbach, und die Garnison bestand aus 400 Mann.

## Beginn der Belagerung

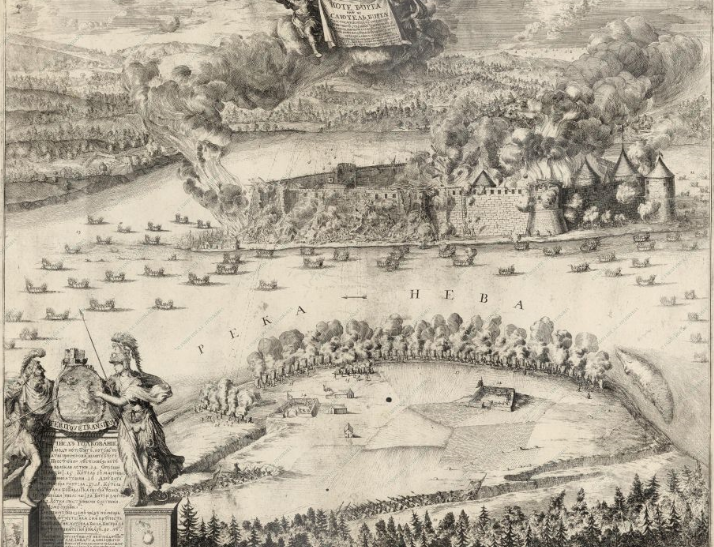
Belagerung der Festung Schlüsselburg (Nöteborg), 11. Oktober 1702

Ende September sah sich die Besatzung von Nöteborg dem 14.000 Mann starken Heer unter Oberbefehl von Feldmarschall Scheremetew gegenüber. Auch der Zar war bei dem wichtigen Unternehmen anwesend. Bald war die Festung von allen Seiten eingeschlossen und der Kommandant verlangte Verstärkung von Abraham Kronhjort, dem Oberbefehlshaber in Finnland. Die entsandte Verstärkung wurde von den Russen zurückgeschlagen, nur 50 Mann schafften es in das Fort, unter ihnen der junge Major Lejon.
Nach dem misslungenen Durchbruchsversuch verlangte Scheremetew vom Kommandanten von Schlippenbach die Übergabe der Festung. Dieser weigerte sich. Nach mehrtägigem Beschuss der Festung waren drei Breschen in die Festungsmauer geschossen. Ein innerhalb der Mauern ausgebrochenes Feuer konnte gelöscht werden. Am 12. Oktober versuchten die Russen den ersten Angriff. Die wenigen verbleibenden Verteidiger (174 kampffähige Schweden) wurden unter dem Befehl von Major Lejon und Major Charpentier an die gefährdeten Punkte der Wehrmauern verteilt. Der russische Angriff dauerte fünf Stunden und wurde an allen Angriffspunkten erfolgreich abgewehrt.
Es folgte sofort eine zweite Angriffswelle mit frischen Truppen aber auch dieser Vorstoß wurde zurückgeschlagen. Ein dritter Angriff der bis drei Uhr nachmittags anhielt blieb ebenfalls erfolglos.
Der vierte Angriff sollte von Menschikow geleitet werden. Die bis auf 20 Offiziere zusammengeschmolzene Besatzung überlegte, was als Nächstes zu tun sei. Alle außer Major Lejon waren sich sicher, dass ein vierter Angriff nicht überlebt werden konnte, und waren für Verhandlungen über freien Abzug aus der Festung. Lejon brachte den Vorschlag, man solle den Angriff abwarten und nach dem Eindringen der Russen in die Festung die Pulvermagazine sprengen und die Festung in Schutt und Asche legen. Lejon war sich sicher, dass eine zerstörte Festung den Russen nichts nützen und der Einmarsch nach Finnland ins Stocken kommen würde.
Der Kriegsrat entschloss sich aber gegen den Vorschlag von Lejon und der Kommandant leitete die Kapitulation der Festung ein. Der Zar bewilligte den sofortigen Abzug der Schweden. Die verbliebenen 83 kampffähigen und 156 kranken und verwundeten Verteidiger marschierten mit voller Ausrüstung aus der Festung und zogen sich auf schwedisches Gebiet zurück.

## Die Folgen

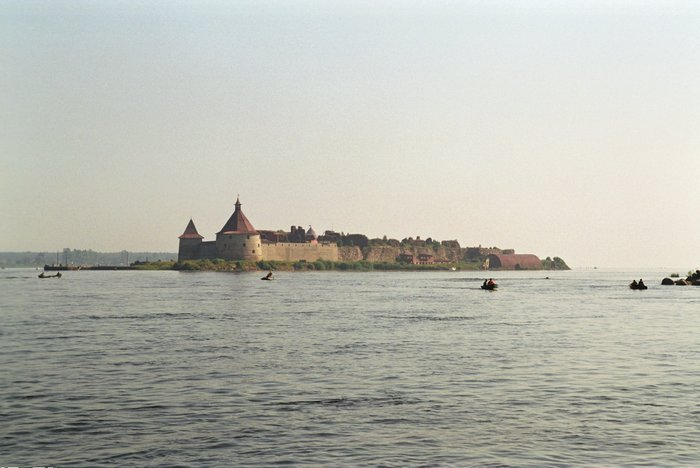
Festung Schlüsselburg heute

Trotz aufopfernder Verteidigung der Festung wurde von Schlippenbach in Narva vom ingermanländischen Generalgouverneur Rudolph Horn angeklagt und festgenommen, weil er die Festung übergeben und nicht, wie von Major Lejon empfohlen, gesprengt hatte.
Die Russen erbeuteten in der Festung große Munitions- und Pulvervorräte, außerdem 1117 Musketen und 128 schwere Geschütze. Wichtiger aber war der Platz an sich. Die Festung kontrollierte über die Newa den Zugang zum Ladogasee, den Finnischen Meerbusen und Ingermanland. Aus diesem Grund ließ der Zar die Festung in Schlüsselburg umbenennen.
Nach der Einnahme der Stadt verteilte Peter I. hohe Belohnungen sowie zahlreiche Beförderungen an die teilnehmenden Soldaten und Offiziere. Der Zar feierte bei seiner Rückkehr in Moskau die errungenen Siege über die Schweden mit einem feierlichen Triumphzug. Zum Kommandanten der Festung wurde Alexander Danilowitsch Menschikow ernannt.